# 第35鉄道軍団
第35鉄道軍団（だい35てつどうぐんだん、ロシア語：35-й железнодорожный корпус）とは、ロシア陸軍の鉄道部隊の一つ。モスクワ軍管区に所属する。

## 歴史
- 1974年：バイカル・アムール鉄道建設に参加する目的に部隊編成[1]。
- 1992年：スモレンスクに移動[2]。